# Kuurne-Bruxelles-Kuurne 2021
La Kuurne-Bruxelles-Kuurne 2021, settantaquattresima edizione della corsa, valevole come quinta prova dell'UCI ProSeries 2021 categoria 1.Pro, si è svolta il 28 febbraio 2021 su un percorso di 197 km, con partenza e arrivo a Kuurne, in Belgio. La vittoria è stata appannaggio del danese Mads Pedersen, che ha completato il percorso in 4h37'04" alla media di 42,661 km/h, precedendo il francese Anthony Turgis ed il britannico Thomas Pidcock.
Al traguardo di Kuurne sono stati 117 i ciclisti, dei 174 alla partenza, che hanno portato a termine la competizione.

## Squadre e corridori partecipanti
| N.      | Cod. | Squadra                  |
| ------- | ---- | ------------------------ |
| 1-7     | DQT  | Deceuninck-Quick Step    |
| 11-17   | TFS  | Trek-Segafredo           |
| 21-27   | ACT  | AG2R Citroën Team        |
| 31-37   | BOH  | Bora-Hansgrohe           |
| 41-47   | IGD  | Ineos Grenadiers         |
| 51-57   | LTS  | Lotto Soudal             |
| 61-67   | ISN  | Israel Start-Up Nation   |
| 71-77   | GFC  | Groupama-FDJ             |
| 81-87   | UAD  | UAE Team Emirates        |
| 91-97   | EFN  | EF Education-Nippo       |
| 101-107 | IWG  | Intermarché-Wanty-Gobert |
| 111-117 | QTA  | Team Qhubeka Assos       |
| 121-127 | TBV  | Bahrain Victorious       |

| N.      | Cod. | Squadra                  |
| ------- | ---- | ------------------------ |
| 131-137 | COF  | Cofidis                  |
| 141-147 | AST  | Astana-Premier Tech      |
| 151-157 | BEX  | Team BikeExchange        |
| 161-167 | DSM  | Team DSM                 |
| 171-177 | AFC  | Alpecin-Fenix            |
| 181-187 | ARK  | Team Arkéa-Samsic        |
| 191-197 | THR  | Vini Zabù                |
| 201-207 | UXT  | Uno-X Pro Cycling Team   |
| 211-217 | TDE  | Total Direct Énergie     |
| 221-227 | BWB  | Bingoal WB               |
| 231-237 | SVB  | Sport Vlaanderen-Baloise |
| 241-247 | BBK  | B&B Hotels               |

## Ordine d'arrivo (Top 10)
| Pos. | Corridore          | Squadra    | Tempo    |
| ---- | ------------------ | ---------- | -------- |
| 1    | Mads Pedersen      | Trek       | 4h37'04" |
| 2    | Anthony Turgis     | Total      | s.t.     |
| 3    | Thomas Pidcock     | Ineos      | s.t.     |
| 4    | Matteo Trentin     | UAE        | s.t.     |
| 5    | Jenthe Biermans    | Israel     | s.t.     |
| 6    | Sonny Colbrelli    | Bahrain    | s.t.     |
| 7    | Nils Politt        | Bora       | s.t.     |
| 8    | Greg Van Avermaet  | AG2R       | s.t.     |
| 9    | Bert Van Lerberghe | Deceuninck | s.t.     |
| 10   | Erik Resell        | Uno-X      | s.t.     |